# Tripsacum intermedium
Tripsacum intermedium là một loài thực vật có hoa trong họ Hòa thảo. Loài này được De Wet & J.R.Harlan miêu tả khoa học đầu tiên năm 1982.